# Kirkia leandrii
Kirkia leandrii är en tvåhjärtbladig växtart som först beskrevs av René Paul Raymond Capuron, och fick sitt nu gällande namn av Brian Leslie Stannard. Kirkia leandrii ingår i släktet Kirkia och familjen Kirkiaceae. Inga underarter finns listade i Catalogue of Life.